# Coronel Marcelino Freyre
Coronel Marcelino Freyre es un pequeño paraje rural del Partido de Daireaux, Provincia de Buenos Aires, Argentina.

## Ubicación
Se encuentra a 29 km (en línea recta) al noroeste de la ciudad de Daireaux, cabecera del partido; se accede únicamente a través de caminos rurales. Está situada al noroeste de Estancia San Máximo, y al noroeste de la Estancia San Juan y la estancia La María Ana.

## Historia
El poblado fue fundado el 15 de mayo de 1911, cuando se tendieron las vías del Ferrocarril Midland, y se levantó la Estación Coronel Freyre. Al cesar los servicios ferroviarios, en 1977 se produjo el éxodo de sus habitantes.

## Población
Durante el censo del INDEC de 2001, fue considerada como población rural dispersa.

## Toponimia
Debe su nombre a Marcelino Freyre quien fue un militar y político argentino del siglo XIX, fue fundador de la ciudad de Guaminí.